# Мю Гидры
Мю Гидры (лат. μ Hydrae), 42 Гидры (лат. 42 Hydrae), HD 90432 — двойная звезда в созвездии Гидры на расстоянии приблизительно 206 световых лет (около 63,3 парсек) от Солнца. Видимая звёздная величина звезды — +3,993m. Возраст звезды определён как около 8,19 млрд лет.

## Характеристики
Первый компонент — оранжевый гигант спектрального класса K4III, или K5. Масса — около 1,655 солнечной, радиус — около 35,14 солнечного, светимость — около 249,118 солнечной. Эффективная температура — около 3974 K.
Второй компонент — коричневый карлик. Масса — около 18,73 юпитерианской. Удалён в среднем на 1,769 а.е..